# Gottfried Thiele
Gottfried Thiele (* 23. November 1936 in Taubenheim; † 9. Februar 2006 in Radebeul) war ein deutscher Regionalhistoriker in Sachsen, Buchautor, Stadt- und Kreisrat sowie Friedensrichter. Den Höhepunkt seiner Bekanntheit erlebte er durch das Fernsehen der DDR in den 1980er-Jahren.
Gottfried Thiele war Sohn eines Pfarrers. Er lebte seit 1962 in Radebeul-Naundorf und arbeitete bis 1991 als Ingenieur im Druckmaschinenwerk Planeta. Als bescheidener, ungern in der Öffentlichkeit stehender Mensch, setzte er sich in vielen Institutionen und Gruppen für das Gemeinwohl ein, so zum Beispiel in der Lokalpolitik und als Leiter der Radebeuler Außenstelle der Hilfsorganisation Weißer Ring.
Gottfried Thiele veröffentlichte zahlreiche Werke zu regionalhistorischen Themen.

## Schriften
- Radebeul. In: Die Reihe Archivbilder. Sutton Verlag, Erfurt 1997, ISBN 3-89702-006-8.
- Rund um die Sparkasse zu Kötzschenbroda. Geschichte einer 110-jährigen Sparkasse und Geschichten eines jahrhundertealten Ortes. Hrsg.: Kreissparkasse Meißen. Radebeul 1997.
- Von August bis Ziller. Hrsg.: Kreissparkasse Meißen. Radebeul 1998.
- zusammen mit Helmut Brück: Meißen. In: Die Reihe Archivbilder. Sutton Verlag, Erfurt 1998, ISBN 3-89702-093-9.
- zusammen mit Helmut Brück: Meißner Land. In: Die Reihe Archivbilder. Sutton Verlag, Erfurt 1999, ISBN 3-89702-139-0.
- zusammen mit Ralf-Peter Ohlert: Weinböhla und Umgebung. In: Die Reihe Archivbilder. Sutton Verlag, Erfurt 1999, ISBN 3-89702-166-8.
- Radebeul. 1949–1989. In: Die Reihe Bilder aus der DDR. Sutton Verlag, Erfurt 2002, ISBN 3-89702-490-X (eingeschränkte Vorschau in der Google-Buchsuche).
- zusammen mit Volker Thiele: Mühlen rund um Dresden. In: Die Reihe Archivbilder. Sutton Verlag, Erfurt 2007, ISBN 978-3-89702-948-4.